# 赤井村 (福島県)
赤井村（あかいむら）は福島県石城郡にかつて存在した村である。村名は閼伽井嶽（閼伽井嶽薬師がある山）に由来する。

## 地理
- 現在のいわき市の北東部に位置する。
- 阿武隈高地に位置し、村域のほとんどは山がちな地形である。
- 村内には夏井川が流れる。

## 歴史

### 村域の変遷
- 1889年（明治22年）4月1日 - 町村制施行により、磐前郡三島村・高萩村・塩田村・西小川村と合併し発足。
- 1896年（明治29年）4月1日 - 磐前郡が磐城郡・菊多郡と合併し石城郡が発足。同郡の村となる。
- 1955年（昭和30年）2月11日 - 市町村合併により消滅。
  - 赤井は平市に編入。
  - 残部（三島・高萩・塩田・西小川）は上小川村・下小川村と合併し小川町が発足。
- 1966年（昭和41年）10月1日 - 小川町が平市・内郷市・磐城市・勿来市・常磐市と四倉町・遠野町・好間村・三和村・田人村・川前村と双葉郡久之浜町・大久村と合併し、いわき市が発足。

変遷表
| 1868年 以前 | 1868年 以前 | 1868年 以前 | 明治22年 4月1日 | 明治29年 4月1日 | 明治29年 4月1日 | 昭和30年 2月11日 | 昭和41年 10月1日 | 現在     |
| ----------- | ----------- | ----------- | --------------- | --------------- | --------------- | ---------------- | ---------------- | -------- |
| 磐前郡      |             | 三島村      | 赤井村          | 岩城郡 が発足   | 赤井村          | 小川町           | いわき市         | いわき市 |
| 磐前郡      | 高萩村      |             | 赤井村          | 岩城郡 が発足   | 赤井村          | 小川町           | いわき市         | いわき市 |
| 磐前郡      | 塩田村      |             | 赤井村          | 岩城郡 が発足   | 赤井村          | 小川町           | いわき市         | いわき市 |
| 磐前郡      | 西小川村    |             | 赤井村          | 岩城郡 が発足   | 赤井村          | 小川町           | いわき市         | いわき市 |
| 磐城郡      |             | 赤井村      | 赤井村          | 岩城郡 が発足   | 赤井村          | 平市 に編入      | いわき市         | いわき市 |

## 大字
- 三島（みしま）
- 高萩（たかはぎ）
- 塩田（しおだ）
- 西小川（にしおがわ）
- 赤井（あかい）

## 人口・世帯

### 人口
総数 [単位： 人]
| 1889年（明治22年） | 2,464  |
| 1920年（大正 9年） | 9,359  |
| 1947年（昭和22年） | 10,661 |

### 世帯
総数 [単位： 世帯]
| 1920年（大正 9年） | 2,031 |
| 1947年（昭和22年） | 2,111 |

## 交通（廃止直前）

### 鉄道
- 日本国有鉄道（ → 東日本旅客鉄道）
  - ■磐越東線
    - 赤井駅 - 小川郷駅